# اورینیاک
اورینیاک (به فرانسوی: Aurignac) یک کمون در فرانسه است که در canton of Aurignac واقع شده‌است. اورینیاک ۱۷٫۹۵ کیلومتر مربع مساحت دارد ۴۰۰ متر بالاتر از سطح دریا واقع شده‌است.